# Georg Christoph von Breitenbauch
Georg Christoph von Breitenbauch (* 16. Oktober 1658 in Dresden; † 18. November 1737 in St. Ulrich) war ein königlich-polnischer und kurfürstlich-sächsischer Kreiskommissarius und Direktor der kanzleischriftsäßigen Ritterschaft des Thüringischen Kreises sowie Rittergutsbesitzer von St. Ulrich, Stöbnitz und Bucha.

## Leben
Georg Christoph von Breitenbauch entstammt dem thüringischen Adelsgeschlecht von Breitenbauch und war der Sohn von Melchior Heinrich von Breitenbauch und der Sophia Elisabetha geborene von Hünicke.
Wie viele seiner Familienangehörigen schlug er eine höhere Verwaltungslaufbahn im Dienst der Wettiner an. Nach dem Tod des Vaters erbte er gemeinsam mit seinen Brüdern die väterlichen Rittergüter. 1680 verkaufte er sein geerbten Rittergut Oechlitz an seinen Schwager Hans Julius von Biesenroth, sachsen-weißenfelsischer Landkammerrat und Landeshauptmann.
Von 1673 bis 1683 war Georg Christoph von Breitenbauch Besitzer der Rittergutes Gleina. Er war verheiratet mit Ursula Elisabetha verwitwete von Werthern, geborene von Berbisdorff. 
Heinrich August von Breitenbauch, königlich-polnischer und kurfürstlich-sächsischer Geheimer Rat am Dresdner Hof, war sein Sohn und Georg August (* 28. August 1731 in Wilsdruff; † 15. September 1817), Dichter, Gelehrter, sein Enkel.